# AAW Wrestling
La AAW Wrestling (conosciuta anche come AAW: Professional Wrestling Redefined, e precedentemente nota come All American Wrestling) è una federazione statunitense di wrestling con sede a Berwyn, Illinois.
Fondata nel 2004 da Patrick Chites, dal 2016 è presieduta da Pat Creed, che ha fatto parte della Brother Rice High School sita in Chicago.

## Riconoscimenti

### Titoli
| Titolo                       | Campione            | Data             | Luogo  | Evento                   |
| ---------------------------- | ------------------- | ---------------- | ------ | ------------------------ |
| AAW Heavyweight Championship | Gnarls Garvin       | 8 giugno 2024    | Berwyn | Day of Defiance          |
| AAW Heritage Championship    | Joe Alonzo          | 24 febbraio 2024 | Berwyn | Legacy: 20th Anniversary |
| AAW Tag Team Championship    | Schaff e Russ Jones | 24 agosto 2024   | Berwyn | Face The Heat            |
| AAW Women's Championship     | Sierra              | 28 ottobre 2023  | Berwyn | Unstoppable              |

### Tornei
| Nome                          | Vincitore    | Data            |
| ----------------------------- | ------------ | --------------- |
| Jim Lynam Memorial Tournament | Mance Warner | 1 dicembre 2023 |